# طريق الحرير (موقع تراث عالمي)
طريق الحرير هو طريق تأريخي كان يمتد من مدينة تشان غان عاصمة الصين خلال عهد سلالتي هان والتانغ إلى أوروبا عبر آسيا الوسطى والشرق الأوسط وأستخدم إبتدائاً من القرن الثاني قبل الميلاد حتى القرن السادس عشر للتجارة ونقل البضائع الصينية وأشهرها الحرير (ومن هنا أشتق أسمه) إلى باقي مناطق العالم القديم. وبقى هذا الطريق البري مستخدماً حتى القرن السادس عشر عندما أستبدل بالطريق البحري. 
وضع قسم من هذا الطريق على لائحة التراث العالمي عام 2014 ويمتد هذا القسم لمسافة 5000 كلم عبر ثلاث دول هي الصين، كازخستان وأوزبكستان. يتضمن موقع طريق الحرير 33 موقعاً مختلفاً تشمل مدن رئيسية، قصور، مستوطنات تجارية، ممرات جبلية، منارات، إجزاء من سور الصين العظيم، حصون، أضرحة ومباني دينية.
ومن المتوقع ضم المزيد من المواقع في العديد من الدول لتصبح جزئاً من موقع طريق الحرير.